# Victor Heymans
Martin Charles Joseph Victor Heymans (Mechelen, 28 juli 1861 - Antwerpen, 19 november 1927) was een Belgisch liberaal drukker, uitgever en politicus.

## Biografie
Victor Heymans studeerde aan de Université libre de Bruxelles, waar hij lid was van de Vlaamsche Vooruitstrevenden Studentenkring Geen Taal Geen Vrijheid. Hij trouwde met Marie H.J. Camby. Beroepshalve was hij leraar. Hij gaf les in Tienen, Saint-Hubert, Sint-Truiden en Beauraing, waardoor hij en zijn vrouw regelmatig verhuisden. In 1888 vestigden ze zich definitief in Mechelen.

### Drukker en uitgever
In 1889 gaf Heymans zijn job als leraar op en nam de zaak van de Mechelse drukker J. Bollen over. Hij gaf onder meer De Maanblusscher uit, een van de oudste dagbladen van Mechelen. Als liberaal maakte hij in het dagblad ook plaats voor liberale propaganda. Ook begon hij met een Franstalige editie, L'Echo getiteld. De Maanblusscher werd tot de laatste uitgave van 19 september 1895 bij Heymans gedrukt. Vervolgens startte Heymans met De Beiaard, andermaal een dagblad met liberale strekking. Vanaf 1890 gaf hij ook het liberale kiesblad Jan die lacht uit. Verder gaf hij enkele plattelandskranten, kiesbladen en gelegenheidsuitgaven uit. Na het stopzetten van De Beiaard kwam de liberale krant Salvator, Dagblad voor geheel 't arrondissement Mechelen en de omliggende gemeenten, dat tot een lokaal, politiek strijdblad uitgroeide. De eerste drie jaren was Heymans naast drukker ook eigenaar en uitgever van het dagblad. In 1897 nam de Samenwerkende Maatschappij De Liberale Drukpers de krant over. Vanaf 1896 verscheen Belgique-Athénée, fédération des Elèves des Athénées de Belgique, een blad door leerlingen uit verschillende athenea met literaire artikels en rapporten. Met de literaire revue Le Dante trachtte Heymans de onverschilligheid tegenover literatuur weg te werken. Het werd echter na zestien nummers stopgezet. De Straal verving in 1902 Salvator en was het enige officieel orgaan van de Liberale Associatie van Mechelen.
In 1900 overleed Heymans' echtgenote. In 1903 hertrouwde hij met Hendrika Norbertina Catharina De Backer. Vanaf 1907 begon hij zijn bladen niet meer op eigen naam, maar op die van zijn vrouw en kinderen uit te geven.
In totaal werden meer dan 30 liberale periodieken bij Heymans gedrukt.

### Liberale activiteiten
Naast zijn drukkers- en uitgeversactiviteiten speelde Heymans een centrale rol in het Mechelse liberale leven. Hij was onder meer gemeenteraadslid en richtte in 1891 de Liberale Voorwacht, waarvan hij voorzitter was. In 1893 werd hij secretaris van de pas opgerichte liberale Arrondissementsbond die liberale verenigingen uit het arrondissement Mechelen groepeerde. Bij de gemeenteraadsverkiezingen van 1895 verwezen de Liberale Voorwacht van Heymans en de Liberale Associatie de katholieken naar de oppositie. In 1902 richtte Heymans de Liberale Vakbonden in Mechelen op.
Ook op nationaal niveau was hij actief. In 1897 was hij medeoprichter van de Liberale Werkliedenpartij, waarvan hij secretaris-generaal en hoofdredacteur van het partijblad was. Bij de verkiezingen van 1900 kwam hij op in het arrondissement Charleroi en in 1902 in het arrondissement Mechelen. Hij geraakte niet verkozen. In 1904 werd hij voorzitter van de Landelijke Federatie van Liberale en Vrijzinnige Vakvereenigingen.

### Laatste levensjaren
In 1910 keerde Heymans terug naar het onderwijs en werd leraar aan de Normaalschool Karel Buls in Brussel. Twee jaar later verhuisde het gezin naar Ukkel. In 1909 werd hij lid van de Liberale Volksbond, die hij na de Eerste Wereldoorlog mee heroprichtte.
In 1919 werd hij voorzitter van het Liberaal Vlaams Verbond (LVV), dat hij in 1913 mee had opgericht. Hij schreef bijdragen voor het maandblad, organiseerde studiedagen en schreef artikels in Het Laatste Nieuws. Nadat het LVV-maandblad in 1925 werd opgedoekt werd hij hoofdredacteur van Het Volksbelang.
Bij de verkiezingen van 1921 trok Heymans een liberale scheurlijst van de Liberale Volksbond in het arrondissement Brussel, maar niemand op de lijst geraakte verkozen.
Hij werd in 1924 directeur van de School voor Maatschappelijk Dienstbetoon in Antwerpen, die jongeren tot assistenten van werken voor maatschappelijk dienstbetoon opleidde. Hij verhuisde naar Antwerpen en stond mee aan de wieg van de Belgische Unie voor Zedelijke Opvoeding en organiseerde in 1926 in Antwerpen de eerste Vlaamsche Dag voor Zedelijke Opvoeding. Hij overleed een jaar later.